# カトリーヌ・ド・ヴァンドーム
カトリーヌ・ド・ヴァンドーム（フランス語：Catherine de Vendôme, 1354年 - 1412年4月1日）は、ヴァンドーム女伯およびカストル女伯（在位：1372年 - 1403年）。

## 生涯
カトリーヌはヴァンドーム伯ジャン6世とジャンヌ・ド・ポンチューの娘である。1364年にラ・マルシュ伯ジャン1世と結婚した。
1272年に姪ジャンヌが死去したため、カトリーヌがヴァンドーム伯位を継承し、1393年までは夫ジャン1世と、その後1403年までは次男ルイと伯領を共同統治した。

## 子女
- ジャック2世（1370年 - 1438年） - ラ・マルシュ伯、カストル伯[2]
- イザベル（1373年生） - ポワシーの修道女
- ルイ（1376年 - 1446年） - ヴァンドーム伯[2]
- ジャン（1378年 - 1457年） - カロンシー領主、1416年頃にウー伯フィリップ・ダルトワの娘カトリーヌと結婚したが、子女なし。1420年にル・マンで愛妾のジャンヌ・ド・ヴァンドモワと結婚し、子女をもうけた。
- アンヌ（1380年頃 - 1408年） - 1401年にモンパンシエ伯ジャン2世・ド・ベリー（1401年没）と結婚、1402年に上バイエルン＝インゴルシュタット公ルートヴィヒ7世と再婚。
- マリー（1386年 - 1463年9月11日以降） - クロワ領主ジャン・ド・ベヌと結婚
- シャルロット（1388年 - 1422年1月15日） - 1411年にニコシアでキプロス王ジャニュと結婚